# پل انگلمن
پل انگلمن (انگلیسی: Paul Engelmann; ۱۴ ژوئن ۱۸۹۱ – ۵ فوریهٔ ۱۹۶۵) معمار اهل اتریش-مجارستان بود.
دوست صمیمی ویتگنشتاین در طی جنگ درست زمانی که کارش از منطق به اخلاق ،دین و معنای حیات گسترش می یافت.
انگلمن به نوعی موافق و علاقه مند به عرفان گروی وی بود،همانطور که راسل پیشتر مسخ و در حیرت از منطق اش بود.
بعد از مرگ ویتگنشتاین،انگلمن مکاتبه اش را با وی به همراه یک یادداشت،منتشر کرد.
انگیزه انگلمن،حمایت از خوانشی از تراکتاتوس بود که به همان اندازه نظریه کتاب در ارتباط با منطق اعتلا می بخشید،توأمان به اعتبار عرفان گروی اش می افزود.ایشان در ارتباط با مقدمه ای که راسل به کتاب تراکتاتوس نوشت،اینطور می گوید:
شاید این یکی از دلایل آن باشد که چرا کتاب،گرچه تا به امروز رخدادی سرنوشت ساز در منطق شناخته می شود،به مثابه اثری فلسفی،در معنای وسیع کلمه،نتوانسته است مقصودش را بیان کند.
مکاتبه های انگلمن و ویتگنشتاین ، به فهم گرایش های عرفانی وی ،که به نوعی ماحصل منطق ورزی او در ارتباط با امر غیر قابل ابراز در تراکتاتوس بود ،کمک میکند.